# Grand Slam di judo
I tornei Grand Slam sono tornei internazionali di judo organizzati dalla Federazione Internazionale di Judo come parte dell'IJF World Tour.
Dopo i Giochi olimpici, i Campionati del mondo e i World Masters, i tornei del Grande Slam sono i tornei di judo di più alto livello a livello mondiale, cioè quelli in cui i judoka possono acquisire il maggior numero di punti di classifica.

## Punteggi IJF World Tour
I punteggi ottenuti nei Grand Slam, unitamente a quelli ottenuti agli altri tornei dell'IJF World Tour, vengono utilizzati per determinare la classifica mondiale.
I punti per ogni singolo torneo scadranno come segue:
- Nei primi 12 mesi dopo il torneo i punti saranno conteggiati al 100%
- Dopo 12 mesi il valore dei punti sarà ridotto al 50%
- Dopo 24 mesi il valore dei punti sarà ridotto al 0% e non saranno più conteggiati

|                            | Grand Slam |
| -------------------------- | ---------- |
| 1 ° posto                  | 1.000      |
| 2º posto                   | 700        |
| 3º posto                   | 500        |
| 5º posto                   | 360        |
| 7º posto                   | 260        |
| 1\16                       | 160        |
| 1\32                       | 120        |
| 1 incontro vinto           | 100        |
| Partecipazione             | 10         |
| Partecipanti per categoria | 2 \ 4      |